# Kalamita (film)
Kalamita je československý barevný film režisérky Věry Chytilové z roku 1980 (premiéru měl v roce 1982) podle scénáře Josefa Šilhavého. Byl digitálně restaurován a v roce 2025 měl v kinech obnovenou premiéru.
Mladý Honza Dostál zanechal studií na vysoké škole a vrací se domů, aby se mohl věnovat něčemu užitečnému. V každodenní realitě je konfrontován s malicherností a průměrností lidí kolem sebe.

## Herecké obsazení
| Bolek Polívka           | Honza Dostál                  |
| Dagmar Bláhová          | Majka                         |
| Jana Synková            | lékařka, manželka učitele     |
| Zdeněk Svěrák           | učitel                        |
| Jaroslava Kretschmerová | Květa                         |
| Václav Švorc            | přednosta stanice             |
| Antonín Kubálek         | Honzův otec                   |
| Bronislav Poloczek      | řezník                        |
| Václav Helšus           | strojvedoucí („mašinfíra“)    |
| Zdeněk Dítě             | lesník                        |
| Marie Pavlíková         | babička                       |
| Jan Schmid              | sociolog                      |
| Pavel Zedníček          | zachránce                     |
| Dana Balounová          | uklízečka                     |
| Jana Březinová          | úřednice                      |
| Eva Vidlařová           | řeznice                       |
| Štěpán Kučera           | syn řezníka                   |
| Kateřina Lírová         | milenka                       |
| Rostislav Novák starší  | milenec                       |
| Boris Rösner            | číšník                        |
| Karel Novák             | slepec                        |
| Petr Kratochvíl         | opravář                       |
| Daniel Dítě             | trenér sáňkařek               |
| Ladislav Gzela          | starý muž                     |
| Petr Rýdel              | strojvedoucí Baláš            |
| Lubomír Tlalka          | Kadrnožka                     |
| Laco Déczi              | strojmistr Douda, trumpetista |
| František Čužna         | železničář                    |
| Jindřich Světnica       | doktor                        |
| Jiří Prýmek             | výpravčí                      |
| Jiří Pecha              | hráč                          |
| Jan Vávra               | cestující                     |
| Drahoslava Landsmanová  | elegantní dáma                |
| Viktor Bejbl            | sportovec                     |
| Jiří Koutný             | hráč                          |
| Josef Vondráček         | cestující                     |

## Děj
Mladý Honza Dostál přerušil studia na vysoké škole a vrací se domů. Škola ho nebavila, spousta věcí se mu jeví jako zbytečných a o své budoucnosti nemá jasno. Na každém kroku se střetává s nepřívětivou realitou, když lidé kolem něj nenaplňují jeho představy o cti, morálce a nezištnosti.
Momentálně chce dělat něco užitečného, proto se přihlásí na místo strojvůdce horské lokálky. Toto povolání má v jeho rodině tradici. Jeho vnímání skutečnosti se od počátku liší od ostatních, což je precizně ilustrováno např. v pozdější scéně u doktora, kdy se nedokáže rozhodnout, jak by popsal oranžovou barvu. Dlouho přemýšlí a mate tím lékaře, který začíná pochybovat o jeho kvalifikaci pro funkci strojvedoucího. V červené barvě pak hledá odstíny karmínu, bordó a cihlové červeni.
Ve vlaku (cestou domů ze školy) se střetne s ignorantstvím číšníka, který jej odmítá obsloužit a donést mu pivo. Nakonec mu pivo objedná sáňkařka Majka, které se jí ho zželí. Honza jí poděkuje a zapamatuje si ji.
Doma v Dolním Polubném se setkává se svým ovdovělým otcem, provozovatelem nádražního bufetu. Otec příliš nechápe pohnutky svého syna, ale ani jej do ničeho nenutí. Byl by jen rád, kdyby mu Honza občas pomohl s obsluhou zákazníků. Honza potkává i další známé, např. místního učitele nebo vlakvedoucí Květu, která jej nepokrytě balí. Když nese přihlášku do kanceláře železnice, o hodinu se zpozdí. Není to však jeho chyba, protože byl uvězněn v místnosti o patro výše, kde ze dveří vypadla klika. Vysvobodila jej odtud nerudná uklízečka, avšak pozdě.
V masně sleduje žoviálního prodavače, který je schopen lidem prodat i to, o co ve skutečnosti nemají zájem. Když mu prodavač nutí kus masa a radí mu, aby si tučnou část odřízl, Honza jej vezme za slovo a začne maso ještě na pultě pižlat nožem. Prodavač se může zbláznit. Honza se řízne do prstu, když do obchodu vejde Majka a on se lekne.
Při rozhovoru s věčně naštvaným přednostou stanice zapře svůj původ, aby neměl protekci. Jeho dědeček a pradědeček totiž sloužil s otcem a dědečkem přednosty. Jakmile se přednosta dozví jeho jméno, okamžitě obrátí. Nepřátelství je pryč a nyní hodlá Honzu vzít pod svá ochranná křídla. Ten se z této pro něj nepříjemné situace snaží vybruslit, čímž přednostu urazí. Poté volá na zdravotní středisko, aby si domluvil schůzku s Majkou. Místo ní ale mluví s lékařkou, ženou učitele. Když dorazí na středisko, teprve tady pozná, že jde o omyl. Lékařce je mladý Honza sympatický a nadbíhá mu, zatímco on se snaží z patové situace opět vybruslit.
Honza se postupně zaučuje na železnici, přijímá rady zkušenějších kolegů. Během oběda v nádražním bufetu se potká s učitelem a přijde řeč na jeho manželku. Honza podotkne, že ji zná z chirurgie. S Majkou jde později na zábavu. Majka nechce, aby ji tam viděl její trenér. Ten se tam jako na zavolanou objeví a Honza s Majčiným kabátem v ruce musí čelit další prekérní situaci. Když je pak s Majkou sám na pokoji, moc se nemá k tomu, aby ji uspokojil. Majka na něj moc tlačí a když mu dá najevo, že jí jde jen o flirt, Honza odchází.
Později jej zve lékařka na výlet do Horní Kameničky, kam jede za pacientkou. Pacientkou je starší babička, o kterou se stará její manžel. Kvůli sněžné bouři jsou Honza s lékařkou nuceni na jejich odlehlé chalupě přenocovat. Lékařka jej v noci svádí a i ona se dotkne jeho citů.
Honza onemocní, když spadne v zimě do potoka poté, co jej zklame přelétavost Majky. Společnost mu dělá vlakvedoucí Květa, z čehož není příliš nadšen. Po vyléčení jej čeká první samostatná jízda vlakem. Na poslední chvíli mu na nádraží připojí druhý vagón, který je určen pro nemocnici. I díky tomu vlak uvízne na trati a je zasypán sněhovou lavinou. Skutečná kalamita se však odehrává uvnitř vlaku, kde se protnou osudy cestujících lidí – protagonistů předchozích situací. Lékařka se hodlá rozejít s učitelem a vlakvedoucí Květa odhání od Honzy sáňkařku Majku. Někteří lidé začínají panikařit, jiní jsou rádi, že si mohou v klidu zahrát karty (řezník z masny). Nakonec se k vlaku prohrabe jeden záchranář a lidé dokáží naplnit význam slova solidarita, když vytvoří lidský řetěz a podávají si mezi sebou děti. Jediná Majka se zachová sobecky a ukradne záchranáři lyže, aby se co nejrychleji dostala, kam potřebuje.

## Citáty
„Víš, co pro mě bylo nejdůležitější? Mít někoho, komu bych mohl stoprocentně věřit.“ (Honzův otec)
„Já nemám čas mrhat časem.“ (Honzův výrok po zkažené intimní chvilce s učitelovou manželkou)
„Já ti říkám, opusť postel!“ (Honza se snaží vypudit z lůžka Květu)

## Produkce
Režisérka Věra Chytilová v rozhovoru uvádí, že jí byl film nabídnut ústředním dramaturgem barrandovského studia Ludvíkem Tomanem, čemuž se podivila (Věra Chytilová patřila mezi komunistickým režimem „neoblíbené“ režiséry). Bylo jí vysvětleno, že o tento film není mezi barrandovskými režiséry zájem (kvůli natáčení v zimě). Snímek byl inspirován skutečnou událostí – zavalením vlaku v Americe, scénář napsal Josef Šilhavý. Režisérka scénář přepsala tak, že všechny důležité postavy ve filmu se nacházejí v jakési „životní kalamitní situaci“, kterou protne kalamita přírodní (scéna na konci filmu v sněhem zasypaném vlaku).
Otec Věry Chytilové měl nádražní restauraci, čili ona sama dokázala věrně vystihnout atmosféru kolem železnice, byla to pro ni nostalgická záležitost. Musela čelit neustálým cenzurním zásahům a úpravám ve scénáři ze strany prorežimního barrandovského vedení (např. jim vadila postava vojáka ve vlaku hrajícího karty, protože nepomáhá při katastrofě).
Film byl stíhán těžkostmi, herci postupně onemocněli a nakonec se udělala pauza. Existovaly tlaky na nedotočení filmu, ale režisérka se nevzdala a po jejích opakovaných stížnostech na Ústředním výboru KSČ si vynutila pokračování natáčení. Po přestávce natáčení nepřálo počasí, sníh roztál a v závěrečné scéně v zasypaném vlaku je nahrazen sněhem umělým (chemickou pěnou), který hercům rozežral kožichy. Po dokončení filmu nebyla povolena žádná reklamní kampaň (plakáty atd.) a nesměl se promítat promítat v centru Prahy. Promítal se v pražské Flóře, kam na něj chodily zástupy lidí. Později byl zakázán v celé Praze.
Herec Boleslav Polívka mluví o tom, že když viděl scénář k filmu, příliš se mu nelíbil. Režisérka Věra Chytilová s kameramanem Ivanem Šlapetou jej přesvědčili k přijetí role. Byl ujištěn, že oficiální scénář je pouze pro schválení dramaturgem Barrandova, poté bude možno improvizovat (např. scéna s libidem je celá hercovou improvizací). Polívka potvrzuje, že film byl zakazován a dotáčel se po minimálně roční pauze, kdy za něj režisérka musela bojovat. Na roli strojvedoucího měl poradce, se kterým se domluvil, že „za volantem se nesmí pít, ale když se řídí lokomotiva, tak se trošku může.“ Tímto filmem vznikla dlouhodobější spolupráce Polívky a Chytilové.
Herečka Dagmar Bláhová potvrzuje, že se hercům zničily kožichy umělou pěnou, která nahrazovala přírodní sníh. Pro ni osobně znamenalo dotočení filmu v zimě 1979 (promítán byl později) také jistou „kalamitní situaci“, byla v té chvíli rozhodnutá opustit Československo (odstěhovala se do Austrálie). Věra Chytilová viděla Dagmar Bláhovou společně s Bolkem Polívkou v divadelní hře Am a Ea (Adam a Eva) a rozhodla se herce a herečku dosadit do hlavních rolí svého filmu Kalamita. Při zahájení natáčení však bylo rozhodnuto obsadit do role Majky jinou herečku. Ta se ale režisérce Chytilové nezamlouvala a tak si vymohla zpátky Dagmar Bláhovou. Šlo o první zkušenost s filmem dvojice Bláhová/Polívka. Dagmar Bláhová film po dotočení viděla až po návratu do vlasti po 10 letech. Podle jejího názoru má film více rovin.